# Oier Mendizabal Huitzi
Oier Mendizabal Huitzi (21 de maig de 1983, Sant Sebastià, Guipúscoa), més conegut com a Mendizabal II, és un jugador professional de pilota basca a mà, en la posició de rest, per a l'empresa Asegarce.
Va debutar l'any 2005 al Frontó Aritzbatalde de Zarautz.

## Palmarés
- Campió per parelles: 2008
  - Subcampió per parelles: 2009